# Gaharu
Gaharu is een bestuurslaag in het regentschap Medan van de provincie Noord-Sumatra, Indonesië. Gaharu telt 7859 inwoners (volkstelling 2010).